# Burnsmiddagsstormen
Burnsmiddagsstormen inträffade den 25–26 januari 1990 i nordvästra Europa och är en av de största stormar som någonsin registrerats. Den har inget officiellt namn då sådana väderlekshändelser inte namnges officiellt i Europa. Stormen kallas också  Daria, och började på det som skulle varit (om han levt) Robert Burns födelsedag (jämför burnsmiddag), och orsakade svår skada, med orkanstarka vindar.
Skadorna var svårare än under Stora stormen 1987, eftersom Burnsmiddagsstormen slog till under dagtid. Uppskattningsvis fälldes 3 miljoner träd, strömmen gick i över 500 000 hem, och svåra översvämningar härjade i England och Västtyskland. Försäkringskostnaderna uppgick i Storbritannien till 3,37 miljarder pund, vilket var den dyraste väderlekshändelsen britterna upplevt.

### Fotnoter
1. ↑  ”Seasonal predictability of European wind storms”. Institute of Meteorology. Freie Universität Berlin. 2008. sid. 7. Arkiverad från originalet den 26 januari 2011. https://web.archive.org/web/20110126010700/http://www.ecmwf.int/newsevents/meetings/forecast_products_user/Presentations2008/Renggli.pdf. Läst 21 mars 2012.
2. ↑  ”UK storm payout 'may hit £350m'”. news.bbc.co.uk (BBC). 20 juli 2007. http://news.bbc.co.uk/1/hi/business/6380123.stm. Läst 20 juli 2007.  ”High winds that hit the country in the first few weeks of 1990 - costing insurers £3.37bn - remain the most expensive for insurers.”